# Ritratto di Dama
Le Ritratto di Dama  (en français : Portrait de dame) est une peinture a tempera  sur panneau de bois de 47 × 30,5 cm, qui peut être datée vers 1485, réalisée par Neroccio di Bartolomeo de' Landi, et conservée à la National Gallery of Art (Washington) .

## Description
Contrairement à d'autres villes italiennes telles que Florence et Mantoue, il existe relativement peu d'exemples de portraits du XVe siècle à Sienne. Le Portrait d'une Dame de la National Gallery of Art de Washington, nous est parvenu avec un cadre qui est probablement le sien. L'identité de cette jeune femme demeure inconnue. Selon Max Seidel, il pourrait s'agir d'une fille de Bandino Bandini dont le blason familial est incrusté dans le cadre,. Quoi qu'il en soit,  le traitement du sujet est typique des peintures de portrait de cette époque. Adoptant une convention dérivée du portrait flamand, Neroccio nous la montre la tête et les épaules au premier plan comme si elle était relativement proche. Sa proximité physique est encore renforcée par la vue éloignée d'un lac ou d'une rivière à l'arrière-plan et d'arbres élancés de chaque côté de son visage. Le spectateur est donc invité à examiner en détail les traits de la jeune femme et à profiter de la texture et de la couleur de ses abondants cheveux dorés, de sa peau pâle, de la broderie de sa robe et des colliers de perles autour de son cou,.
L'inscription sur les coins inférieurs de la peinture où les lettres OP et NER apparaissent - est interprétée comme une abréviation de OPUS NEROCCIO (œuvre de Neroccio). 
Également en latin, l'inscription principale QVANTVM.HOMINI.FAS.EST.MIRA.LICET.ASSEQVAR.ARTE. / NIL.AGO:MORTALIS.EMVLOR.ARTE.DEOS. est un témoignage de la beauté du modèle.

## Sources
- (en) Gertrude Coor, Neroccio de' Landi 1447-1500, Princeton, New Jersey, Princeton University Press, 1961, 235 p., 30 x 23 cmReproduction du Ritratto di Dama (figures nos 36 et 37), décrite p. 191-192, (no 63) dans le catalogue.
- (it) Francesco Sorce, « LANDI, Neroccio dei », dans Enciclopedia Treccani, vol. 63 : Dizionario Biografico degli Italiani, Rome, Istituto dell'Enciclopedia Italiana, 2004 (lire en ligne)
- (it) Max Seidel, « La "societas in arte pictorum" di Francesco di Giorgio e Neroccio de' Landi », dans Max Seidel, Arte italiana del Medioevo e del Rinascimento, vol. 1, Venise, Marsilio, 2003, 707 p., p. 537-558.
- (en) Miklós Boskovits, David Alan Brown et al., Italian Paintings of the Fifteenth Century. The Systematic Catalogue of the National Gallery of Art, Washington, Oxford University Press, 2003, 778 p., p. 531-535